# Émile Loubet

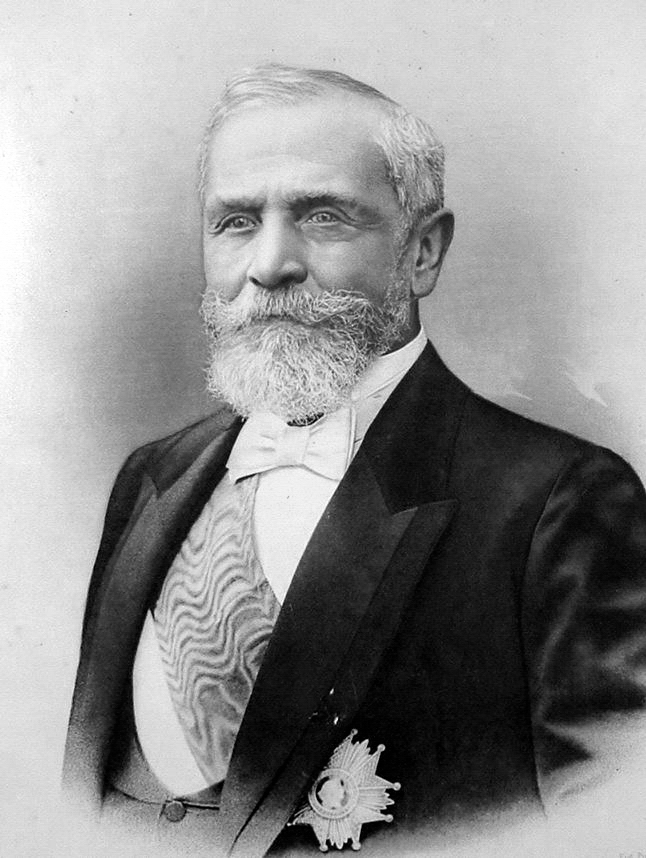
Porträt Émile Loubets von Eugène Pirou

Émile François Loubet (* 30. Dezember 1838 in Marsanne, Département Drôme; † 20. Dezember 1929 in Montélimar) war ein französischer Politiker (ARD) und Staatsmann. Von 1899 bis 1906 war er Staatspräsident.

## Biografie
Loubet entstammte einer wohlhabenden Bauernfamilie. Nach dem Studium der Rechtswissenschaft übernahm er lokalpolitische Funktionen, zunächst in der kleinen Gemeinde Grignan, dann in der Stadt Montélimar, deren Bürgermeister er von 1870 bis 1877 und von 1878 bis 1899 war. Von 1876 bis 1885 gehörte er als Abgeordneter des Départements Drôme der französischen Deputiertenkammer an, wo er als gemäßigter Republikaner in der Fraktion Union républicaine saß. Von 1885 bis 1899 vertrat er das Département Drôme im französischen Senat. 
Loubet war linksbürgerlich, antiklerikal und ranghoher Freimaurer. 1887 wurde er erstmals Regierungsmitglied als Minister für öffentliche Arbeiten im Kabinett Tirard I. Vom 27. Februar bis zum 29. November 1892 amtierte er als Ministerpräsident Frankreichs, seinem Kabinett gehörten gemäßigte und radikale Republikaner an. In Personalunion war er zugleich Innenminister, dieses Amt behielt er auch in der kurzlebigen Regierung seines Nachfolgers Alexandre Ribot bis zum Januar 1893. Im Januar 1896 zum Senatspräsidenten gewählt. 
Am 18. Februar 1899 wurde Loubet als Kandidat der Linken mit 483 von 812 gültigen Stimmen der Abgeordneten und Senatoren zum Staatspräsidenten Frankreichs als Nachfolger des im Amt verstorbenen Félix Faure gewählt. Sein Gegenkandidat Jules Méline erhielt 279 Stimmen. In Loubets Amtszeit fällt sowohl die Festigung der Französisch-Russischen Allianz (1901 Besuch Zar Nikolaus II. in Paris, 1902 Gegenbesuch Loubets in Petersburg) als auch das Zustandekommen der Entente Cordiale und eine allgemeine Annäherung an Großbritannien, dessen König Eduard VII. er 1904 zum Staatsbesuch empfing.
Loubet, der sich in der Dreyfus-Affäre bis dahin neutral verhalten hatte, weigerte sich 1899 zunächst, Dreyfus zu begnadigen; dies könne auch als Kritik an der Armee und dem Militärgerichtsverfahren verstanden werden. Kriegsminister Galliffet schlug Loubet vor, die Begnadigung als einen acte de haute humanité (dt. Akt vornehmer Menschlichkeit) darzustellen und im Dekret Dreyfus’ besorgniserregenden Gesundheitszustand zu thematisieren. Am 19. September 1899 unterschrieb Loubet das Dekret.
Loubet unterzeichnete am 9. Dezember 1905 das Gesetz zur Trennung von Kirche und Staat, das die linke Parlamentsmehrheit des Bloc des gauches beschlossen hatte. Zu seinem Nachfolger wurde 1906 der ebenfalls aus dem Mitte-links-Lager kommende Armand Fallières gewählt.
Loubet war seit 1869 mit Marie-Louise Loubet (1843–1924) verheiratet.

## Würdigungen
Nach Émile Loubet ist die Loubet-Küste im Westen der Antarktischen Halbinsel benannt. Neben dem französischen Großkreuz der Ehrenlegion war er Träger einer Vielzahl von Orden.